# Miro Gavran
Miro Gavran (IPA: [mǐːro ɡâʋraːn]) (Zagabria, 3 maggio 1961) è uno scrittore, sceneggiatore e drammaturgo croato.
Al 2014 è lo scrittore contemporaneo croato più tradotto in altre lingue (40) e più conosciuto al di fuori del proprio paese; i suoi libri hanno avuto 200 pubblicazioni diverse in Croazia ed in altri paesi. A lui è dedicato un festival annuale, il "Gavranfestival", organizzato dal Teatro Stabile Ján Palárik di Trnava, in Slovacchia, nazione dove negli ultimi quindici anni sono state messe in scena ben sedici sue commedie, tante quante quelle andate in scena in Croazia.
Ha ottenuto numerosi premi letterari nazionali e internazionali, tra cui il Central European Tine Award, in ambito teatrale e l'European Circle Award per la narrativa.
Prima di dedicarsi totalmente alla scrittura, è stato direttore del Teatro comunale di Zagabria e drammaturgo dell'Epilog Teatar di Zagabria. Dal 2002 dispone di una propria compagnia, che gestisce insieme all'attrice Mladena Gavran, sua moglie.
La maggior parte delle sue commedie presenta situazioni di fantasia che vedono per protagonisti grandi personalità dell'arte, della cultura, della storia. Alcune sue opere sonoad esempio: Gli amori di George Washington, Checov incontra Tolstoj, Il paziente del Dottor Freud, Shakespeare ed Elisabetta, Il segreto di Greta Garbo e Nora nostra contemporanea.
Gavran è anche un brillante autore: grande successo hanno ottenuto le commedie Nonno e nonna divorziano, Tutto sulle donne e Il marito di mia moglie, andate in scena in numerosi teatri europei.
Vive a Zagabria, con la moglie e un figlio.